# Castellabate
Castellabate község (comune) Olaszország Campania régiójában, Salerno megyében.

## Fekvése
A település a Cilento és Vallo di Diano Nemzeti Park területén fekszik, a megye nyugati részén, a Tirrén-tenger partján. Határai: Agropoli, Laureana Cilento, Montecorice és Perdifumo.

## Története
Nevét az 1123-ban felépült Castello dell’Angello vagy Castrum Abbatis után kapta (jelentése: az apát vára). A következő századokban aCilento egyik legjelentősebb bárósága volt. A községhez tartozó Licosa nevét a legendák szerint az Odüsszeusz utazásaiból ismert három szirén egyikéről, Leukósziáról kapta.

## Népessége
A népesség számának alakulása:

## Főbb látnivalói
- Punta Licosa - tengerparti üdülőhely